# Canton de Mézel
Le canton de Mézel est une ancienne division administrative française située dans le département des Alpes-de-Haute-Provence et la région Provence-Alpes-Côte d'Azur.

## Composition
Le canton de Mézel regroupait huit communes :
de Beynes, Bras-d'Asse, Châteauredon, Estoublon, Majastres, Mézel, Saint-Jeannet et Saint-Julien-d'Asse.
| Nom                 | Code Insee | Intercommunalité                | Population (dernière pop. légale) |
| ------------------- | ---------- | ------------------------------- | --------------------------------- |
| Mézel (chef-lieu)   | 04121      | CA Provence-Alpes Agglomération | 678 (2014)                        |
| Beynes              | 04028      | CA Provence-Alpes Agglomération | 123 (2014)                        |
| Bras-d'Asse         | 04031      | CA Provence-Alpes Agglomération | 574 (2014)                        |
| Châteauredon        | 04054      | CA Provence-Alpes Agglomération | 73 (2014)                         |
| Estoublon           | 04084      | CA Provence-Alpes Agglomération | 481 (2014)                        |
| Majastres           | 04107      | CA Provence-Alpes Agglomération | 3 (2014)                          |
| Saint-Jeannet       | 04181      | CA Provence-Alpes Agglomération | 63 (2014)                         |
| Saint-Julien-d'Asse | 04182      | CA Provence-Alpes Agglomération | 187 (2014)                        |

## Histoire
À la suite du décret du 24 février 2014, le canton a fusionné avec celui de Riez, fin mars 2015, pour les élections départementales de 2015.

## Représentation

### Conseillers généraux de 1833 à 2015
| Période | Période          | Identité                                                | Étiquette   | Qualité                                                                |
| ------- | ---------------- | ------------------------------------------------------- | ----------- | ---------------------------------------------------------------------- |
| 1833    | 1864             | Joseph Amaudric (1790-1874)                             |             | Juge de paix, médecin, maire de Mézel                                  |
| 1864    | 1871             | François Eustache de Fulque Comte d'Oraison (1796-1876) |             | Général de division Député (1846-1848)                                 |
| 1871    | 1878 (démission) | Charles Fruchier                                        |             | Maire de Mézel                                                         |
| 1878    | 1886             | Pierre Léger Prosper Allemand                           | Républicain | Médecin de l'hospice de Riez                                           |
| 1886    | 1890 (démission) | Léon Bec                                                | Indépendant | Médecin, maire de Mézel (1883-1885)                                    |
| 1890    | 1904             | Gabriel Roux                                            | RG          | Propriétaire à Mézel                                                   |
| 1904    | 1930 (décès)     | Augustin Coste                                          | Républicain | Notaire Maire de Mézel (1900-1930), conseiller d'arrondissement        |
| 1930    | 1940             | Gabriel Roux                                            | RG          | Propriétaire à Mézel Nommé conseiller départemental en 1943            |
|         |                  |                                                         |             |                                                                        |
| 1945    | 1959 (démission) | Laurent Bellon                                          | SFIO        | Instituteur à Chabrières, commune d'Entrages                           |
| 1959    | 1976 (décès)     | Louis Laurens                                           | PCF         | Ancien résistant Maire de Bras-d'Asse                                  |
| 1976    | 1998             | Francis Arnaud                                          | PCF         | Agriculteur, ancien résistant Maire de Bras-d'Asse (1971-2001)         |
| 1998    | 2015             | André Laurens                                           | PS et app.  | Cultivateur Ancien maire d'Estoublon Vice-président du Conseil général |

### Conseillers d'arrondissement (de 1833 à 1940)
| Période                                  | Période | Identité                   | Étiquette                | Qualité |
| ---------------------------------------- | ------- | -------------------------- | ------------------------ | --- |
| 1833                                     | 1845    | M. Audibert                |                          | Propriétaire à Mézel                                                                                        |
| 1845                                     | 1848    | Jules Victor Amédée Maurel |                          | Notaire à Mézel                                                                                             |
|                                          |         |                            |                          | |
| avant 1890                               |         | Joseph Dominique Manent    |                          | Maire de Saint-Jeannet, suppléant du juge de paix                                                           |
| avant 1891                               |         | Eugène Chaudony            |                          | Médecin à Mézel                                                                                             |
|                                          |         |                            |                          | |
| 1901                                     | 1910    | Augustin Coste             | Républicain              | Notaire, maire de Mézel (1900-1930)                                                                         |
| 1910                                     | 1930    | Gabriel Roux (1878-1946)   | Républicain progressiste | Propriétaire à Mézel, conseiller général                                                                    |
| 1930                                     | 1940    | Éloi Pin (1898-1958)       | Radical                  | Propriétaire à Mézel                                                                                        |
| 1940                                     |         |                            |                          | Les conseils d'arrondissement ont été suspendus par la loi du 12 octobre 1940 et n'ont jamais été réactivés |
| Les données manquantes sont à compléter. |         |                            |                          | |

## Démographie
| 1962  | 1968  | 1975  | 1982  | 1990  | 1999  | 2006  | 2011  | 2012  |
| ----- | ----- | ----- | ----- | ----- | ----- | ----- | ----- | ----- |
| 1 144 | 1 128 | 1 094 | 1 158 | 1 433 | 1 648 | 1 908 | 2 162 | 2 194 |

## Sources